# Carl Fredrik Ekerman
Carl Fredrik Ekerman, född 1743 i Katarina församling, död 23 juni 1792 i Maria Magdalena församling, Stockholms stad, var justitieborgmästare i Stockholm och uppförde Ekermanska malmgården vid Tantoområdet på Södermalm i Stockholm. Att Ekerman, som var en av landets högst uppsatta och mest kända tjänstemän – justitieborgmästare, medlem av kyrkorådet i Maria församling, fadder till kronprinsen (den blivande Gustav IV Adolf) och talman för borgarståndet vid riksdagarna 1778–1779 och 1786 – skulle ha bott på den tämligen enkla malmgården är dock mindre sannolikt. Däremot bodde troligen änkan Katarina Maria Falck (1752-1801) här efter makens död 1792, tillsammans med barnen.

## Ekermanska släkten

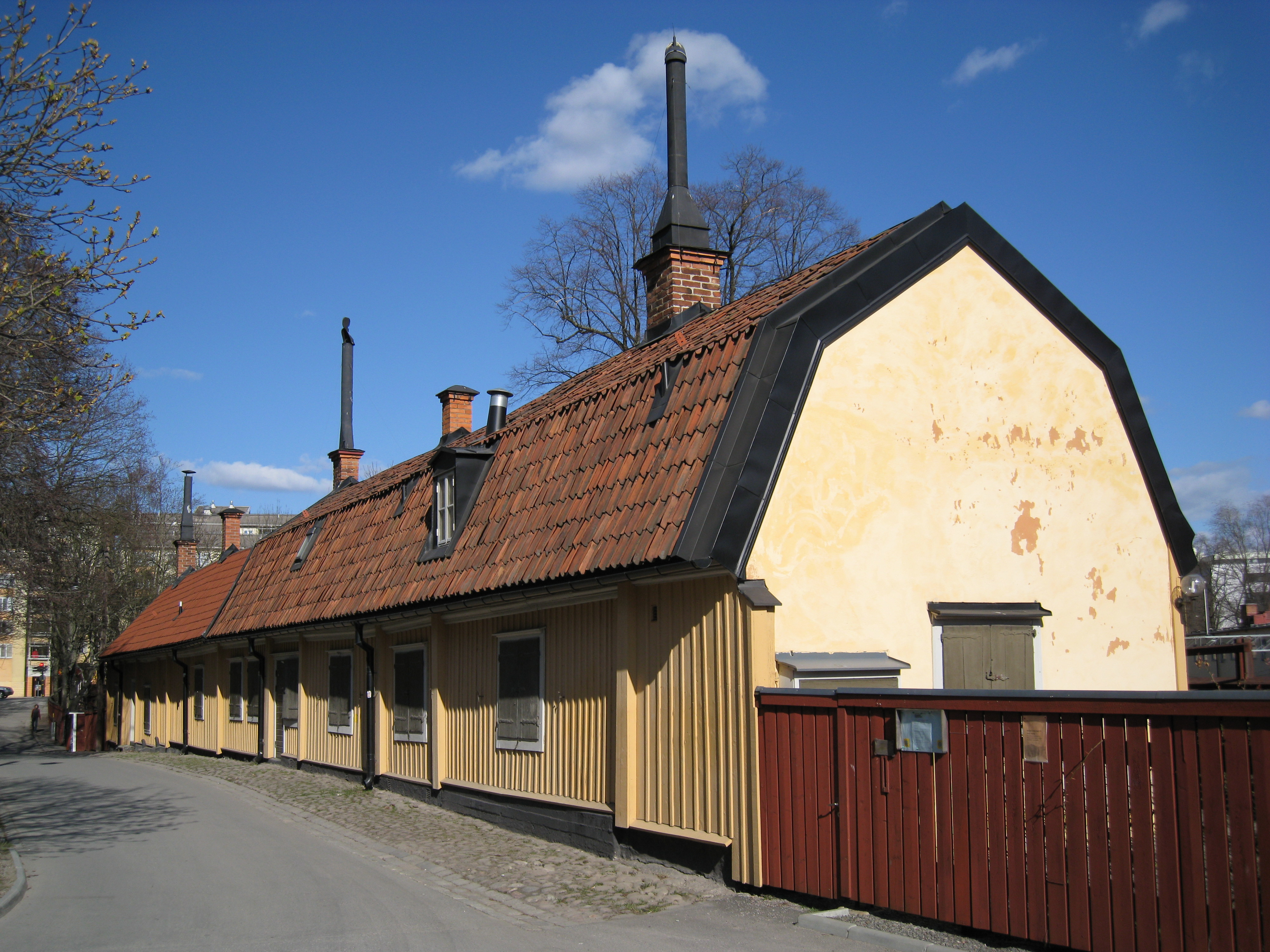
Ekermanska malmgården, uppförd av Carl Fredrik Ekerman

Ekermans föräldrar var stadssekreteraren i Stockholm Samuel Ekerman (1701-1754) och modern var Rebecka Charlotta Falck (1711-1758). Carl Fredriks farfar var Paulus Ekerman (1664-1731), kyrkoherde och kontraktsprost i Västra Eneby och Kisa. Carl Fredriks farbror var professorn vid Uppsala universitet Petrus Ekerman (1696-1783), som blivit berömd för att han egenhändigt författat och publicerat 615 akademiska avhandlingar, det största antal någon svensk universitetslärare efterlämnat. Carl Fredriks kusindotter var operasångerskan Charlotta Eckerman

## ”Falkens ägor” samlas åter

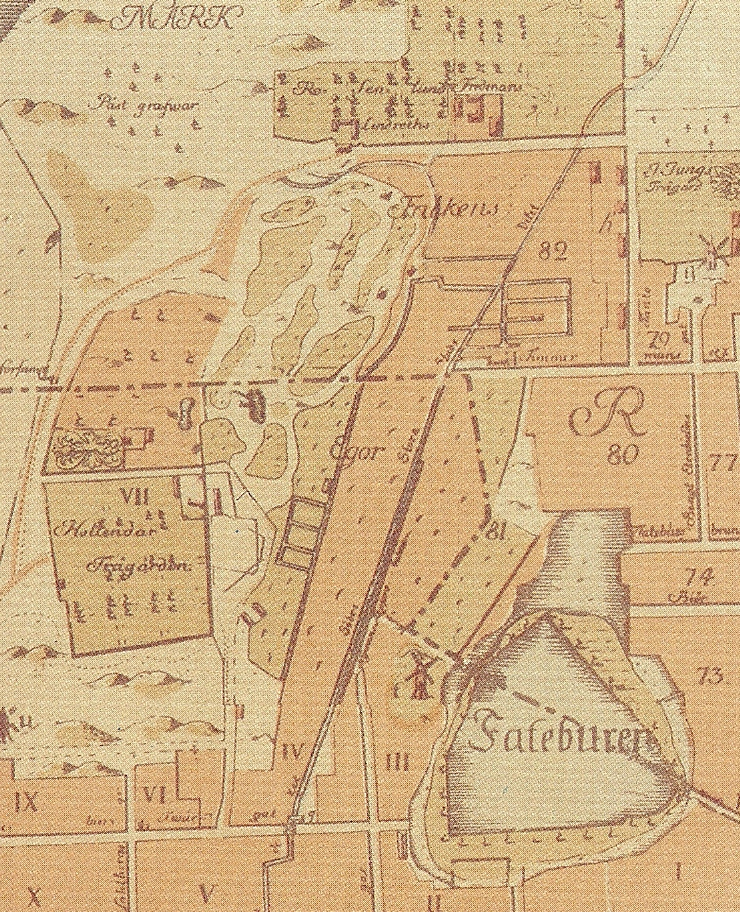
"Falkens Egor" inritade på Tillæus' karta från 1733, sydväst om sjön Fatburen. Gatan ovanför (väster om) bokstaven "R" är Timmermansgatan. Högst upp i bilden trädgården Rosenlund. Norr till höger.

Fadern Samuel Ekerman avled 30 januari 1754, då Carl Fredrik var 11 år, och hans mor Rebecka Charlotta dog 1758, då sonen var 15 år gammal. Rebecka Charlottas far Johan Falck var bryggeriålderman och hade vid sin död 1742 efterlämnat en betydande förmögenhet samt femton fastigheter på Södermalm vid sjön Fatburen och i Tantoområdet. 
Fadern Samuel Ekerman innehade själv, förutom sin kommunala tjänst, en klädesfabrik och hade mycket god ekonomi. Samuel ärvde dessutom en sjättedel av svärfadern Johan Falcks gårdar, ägor och lador på Fatbursholmen och vid Tantogatan. Dessa gick vid den tiden under namnet ”Falkens ägor”. 
Så småningom, genom både arv från föräldrarna och genom köp, utvidgade den unge Carl Fredrik Ekerman sina innehav på Södermalm med syfte att ånyo försöka samla Johan Falcks ägor, som hade splittrats vid arvskiftet 1742. År 1770 finns noterat att Carl Fredrik innehade två tomtområden i trakten, Tanto 51 och Tanto 52, i dåvarande kvarteret Krukomakaren.

## Carl Fredrik friköper
Den nu 27 år gamle Carl Fredrik arbetade på magistraten som tjänsteman. Han hade planer för sin egendom vid Tanto och ville friköpa ägorna. Han skrev år 1770 till sina chefer på magistraten att han redan hade börjat att göra viss uppodling och förbättring på sina ägor och hade för avsikt att fortsätta med byggnation och andra investeringar. Friköpen beviljades med motiveringen att områdena var avlägsna, bergiga och sterila.
Första gången Ekermanska malmgården omtalas är 1780. Ekermans ansträngningar att återskapa Johan Falcks ägor och bygga malmgård finansierades dock genom stora lån från grosshandlare Georg Fredrik Diedrichsson (1730-1807) på malmgården Kristinehov. Vid Ekermans död 1792 var egendomen vid Tanto visserligen ytterligare utvidgad men Ekermans ekonomi var i mycket dåligt skick på grund av de stora skulderna i dödsboet. Själva malmgården kunde dock räddas inom släkten. 

## Stockholmsforskare
Carl Fredrik Ekerman var också Stockholmsforskare och samlare av Stockholmiana. På vinden till malmgården fann man 1908 en del av hans efterlämnade papper om Stockholms historia. Stockholms stad fick betala 900 kronor till säljaren, en f d handlare vid namn Högberg, som drev livsmedelsbutik i malmgården kring år 1900.